# Verdronkenoord

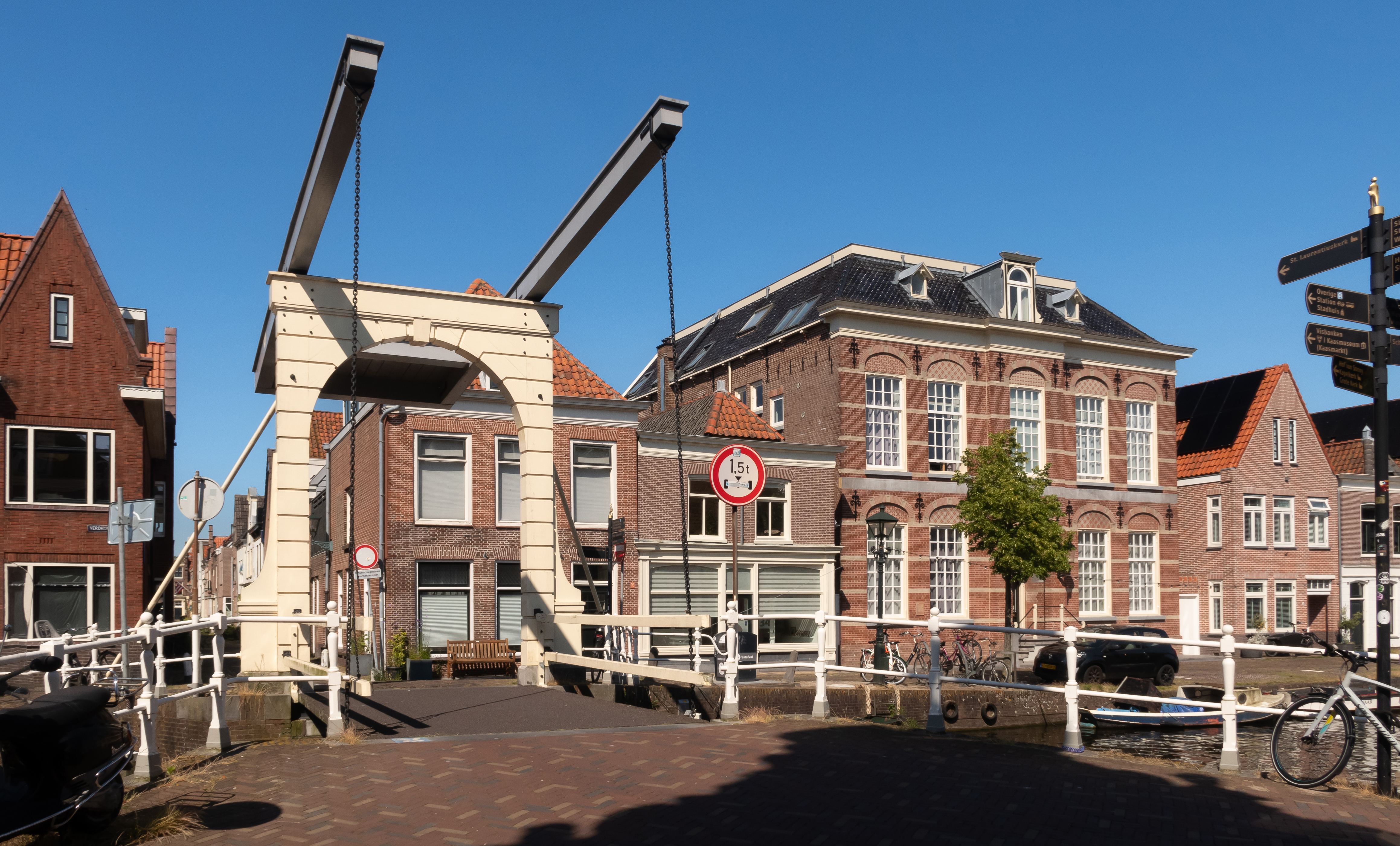
Alkmaar, ophaalbrug bij de Verdronkenoord

Het Verdronkenoord in Alkmaar is een van de oudste grachten van de stad. De gracht is waarschijnlijk ontstaan aan het begin van de 16e eeuw.

## Oorsprong
Omstreeks het jaar 1400 was het stadsdeel rond De Mient volgebouwd en was er behoefte aan uitbreiding van de stad. Water gelegen aan de Voormeer slibde dicht en werd aangeplempt tot bouwrijpe grond. Deze gronden behoorden toe aan de parochiekerk, die ze verkocht. Met de opbrengsten van de verkoop werd de bouw van de Grote Kerk gefinancierd. In 1486 werd een stuk grond verkocht, dat zich nu tussen de Laat en het Verdronkenoord bevindt. Het stuk grond werd gereedgemaakt voor bebouwing. De stadsbestuurders beslisten dat er een steeg moest komen van 14 voet breed; dit werd de huidige Huigbrouwersstraat. Zo werd er een begin gemaakt met het bebouwen van gronden ten oosten van De Mient. Voordat de gronden gereed werden gemaakt voor bebouwing bestonden ze uit ondergelopen land. Hier komt de naam Verdronkenoord vandaan. Er werd steeds meer grond aangeplempt en langzaam groeide de bebouwing richting het oosten. Het Verdronkenoord werd steeds langer gemaakt. Vast staat dat men in 1510 nog niet verder gekomen was dan de St. Annastraat.

## Vaarroute
De gracht is altijd een drukke vaarroute geweest. Het was het centrum van de handel te water. Het deel dat het Verdronkenoord met de Voormeer verbindt, bestaat uit een vismarkt, die nog steeds aanwezig is. In het verleden hebben er altijd veel schepen in de gracht aangemeerd gelegen. Ook werd er aan het einde van de gracht bij de Bierkade een schippershuis gevestigd. Om de stad binnen te kunnen varen diende men accijns te betalen. In 1622 werd de Accijnstoren gebouwd aan het begin van de gracht. Het Verdronkenoord verloor zijn functie als drukke vaarweg met de opening van het Noord-Hollandskanaal. Vanaf 1824 konden kooplui met de opening van het kanaal rechtstreeks hun bestemming bereiken. Alkmaar werd hierdoor minder aangedaan als bestemming voor overnachting en handel. De gracht werd een rustige plaats in het centrum.

## Trivia
- Het Verdronkenoord is onderdeel geweest van de vaarroute van de Alkmaar Packet dienst. Tevens was de gracht de opstapplaats voor de trekschuit vanuit Alkmaar naar Amsterdam.